# Hyotissa mcgintyi
Hyotissa mcgintyi är en musselart som beskrevs av Robert Rees Harry 1985. Hyotissa mcgintyi ingår i släktet Hyotissa och familjen Gryphaeidae. Inga underarter finns listade i Catalogue of Life.